# Pentastomida
I pentastomidi (Pentastomida) sono un enigmatico gruppo di invertebrati parassiti appartenenti agli artropodi, comunemente conosciuti come "vermi - lingua" a causa della somiglianza del genere Linguatula con una lingua di vertebrato.

## Descrizione
Vi sono circa 130 specie di pentastomidi; sono tutti parassiti obbligati, con un'anatomia modificatasi di conseguenza. I vermi - lingua adulti variano da 1 centimetro a 14 centimetri di lunghezza, e sono parassiti del tratto respiratorio dei vertebrati. Possiedono cinque appendici anteriori: una è la bocca, le altre sono due paia di uncini che vengono utilizzati per ancorarsi all'ospite. Questa disposizione ha condotto al loro nome scientifico, che significa "cinque aperture", ma nonostante le appendici siano effettivamente simili a bocche in alcune specie, una sola è la vera bocca. Altri nomi usati per i pentastomidi sono Pentastoma (in realtà un genere), Linguatulida e Acanthotheca.

## Ciclo vitale
Il ciclo del parassita Linguatula serrata si attua nel modo seguente: l'adulto del parassita depone le uova embrionate all'interno dell'ospite, queste vengono veicolate, tramite l'apparato digerente, nell'ambiente esterno dove vengono ingerite da un ospite intermedio (lepre o coniglio). All'interno dell'ospite intermedio, le uova si metamorfosano in larve primarie le quali attraversano la parete intestinale, si portano nei circolo linfatico dal quale sono veicolate in diversi organi (polmoni, fegato, reni e gangli linfonodi meseraici). Qui si incistano e subiscono muta trasformandosi così in larve secondarie e larve terziarie (cuticola spinosa). Quando queste vengono ingerite dall'ospite definitivo, solitamente un canide, passano dallo stomaco all'esofago e quindi si portano alla faringe e alle coane nasali. Giunte alla meta compiono un'ulteriore muta per liberarsi della cuticola spinosa e raggiungere lo stadio adulto. Talvolta è anche possibile l'autoinfestazione.